# Sansone ospitaliere
Sansone, detto "l'ospitaliere" o "di Costantinopoli" (Roma, ... – Costantinopoli, 27 giugno 530), è stato un medico e presbitero romano.
Era un cittadino di Costantinopoli che dedicò la propria vita alla cura dei poveri della città. È venerato come santo nella Chiesa ortodossa.

## Biografia
Sansone nacque a Roma in una famiglia agiata. Era un medico dedito ad aiutare i poveri e gli ammalati. Trasformò la propria casa in un ospedale gratuito, accogliendo tutti e fornendo loro cure, vitto e alloggio. Successivamente venne ordinato sacerdote dal patriarca di Costantinopoli. Quando l'Imperatore bizantino Giustiniano I si ammalò mandò a chiamare Sansone affinché lo curasse. Egli fu l'unico medico della città a riuscire a guarirlo, e quindi l'Imperatore volle ricompensarlo. Sansone chiese che fosse costruito un nuovo ospedale per i poveri. Grazie all'aiuto dell'Imperatore, Sansone inaugurò l'ospedale, che divenne il maggiore di tutta la zona e servì la popolazione di Costantinopoli per 600 anni.
Alla sua morte Sansone venne sepolto nella Chiesa del Santo Martire Mocius di Costantinopoli. Fu nel giorno della sua festa (fissata nel calendario ortodosso e in quello Romano il 27 giugno nella ricorrenza della data della sua morte) che lo zar Pietro il Grande sconfisse Carlo XII di Svezia nella Battaglia di Poltava. Questo fatto portò alla venerazione della sua figura in Russia, e alla costruzione di una cattedrale in suo onore, la Cattedrale di San Sansone a San Pietroburgo.